# Lucio Cornelio Sila Félix
Lucio Cornelio Sila Félix (en latín, Lucius Cornelius Sulla Felix) fue un senador romano del siglo I, que desarrolló su carrera bajo los imperios de Augusto y Tiberio.

## Familia y matrimonio
Fue descendiente de Sila, dictador de la República romana entre 81 a. C. y 80 a. C. Su padre fue Cornelio Sila Félix, muerto en 21 y su hermano fue Fausto Cornelio Sila Felix, cónsul sufecto en 31. Contrajo matrimonio con Agripina la Menor,
hija de Germánico, emparentando así con la familia imperial.

## Carrera política
En 33 fue nombrado cónsul ordinario junto con el futuro emperador Galba.